# Abraham Hamadeh
Abraham Jamal Hamadeh (Chicago, 15 maggio 1991) è un politico e militare statunitense di origini siriane, membro della Camera dei rappresentanti per lo stato dell'Arizona dal 2025.

## Biografia

### Infanzia e studi
Abraham Hamadeh nasce a Chicago nel 1991 in una famiglia di immigrati siriani, da padre musulmano e madre drusa. Trasferitosi successivamente a Phoenix, si è laureato in giurisprudenza dopo aver frequentato l'Università dell'Arizona, ricevendo anche una borsa di studio da parte del consiglio consultivo dei procuratori dell'Arizona.

### Carriera militare
Hamadeh ha prestato servizio alla United States Army Reserve come ufficiale dell'intelligence dal 2016, raggiungendo in seguito il grado di capitano. È stato schierato in Arabia Saudita nel 2020 dopo che l'organizzazione terroristica di al-Qaeda aveva rivendicato la responsabilità dell'attacco terroristico alla base aerea navale di Pensacola nel dicembre 2019.

### Carriera legale e politica
Il primo ruolo legale di Hamadeh è stato quello di stagista non retribuito presso l'ufficio del procuratore della città di Tucson. Ha superato l'esame di avvocato dell'Arizona nel maggio 2017 e due mesi dopo ha iniziato a lavorare presso l'ufficio del procuratore della contea di Maricopa come pubblico ministero. Secondo la Repubblica dell'Arizona, Hamadeh ha portato avanti almeno sei processi mentre era pubblico ministero della contea. Si è dimesso da questo ruolo nel settembre 2021, citando la sua intenzione di concentrarsi sulla sua campagna politica e la sua assenza dall'incarico in seguito al suo dispiegamento militare nel luglio 2020.
Nel 2022 è stato il candidato repubblicano per l'elezione a procuratore generale dell'Arizona, salvo poi venire sconfitto di misura dalla democratica Kris Mayes.
Nel 2024 si è candidato alla Camera dei rappresentanti per prendere il seggio lasciato vacante dalla deputata uscente Debbie Lesko, che aveva rinunciato ad un altro mandato. Dopo aver ricevuto il supporto di alcune figure di partito rilevanti come l'ex presidente Donald Trump e Kari Lake, figura di spicco del Partito Repubblicano in Arizona, viene eletto con il 56,5% dei voti e insediandosi ufficialmente il 3 gennaio 2025.